# ماساشي أوراموتو
ماساشي أوراموتو (باليابانية: 浦本 雅志) (11 أكتوبر 1981 في ناكاتسو في اليابان – )؛ هو لاعب كرة قدم سابق كان يلعب كلاعب وسط.